# Adrian Ludwig Richter
Pour les articles homonymes, voir Richter.
Adrian Ludwig Richter (né le 28 septembre 1803 à Dresde, mort le 19 juin 1884 à Dresde) était un peintre, dessinateur et graveur saxon de la période romantique et aussi de la période Biedermeier.

## Biographie
Adrian Ludwig Richter naît à Dresde-Friedrichstadt (en) d'un père dessinateur et graveur sur cuivre, Carl August Richter. Après ses études, en 1815, Ludwig commence à travailler avec son père. Il s'inspire à cette époque des gravures de Daniel Chodowiecki. En même temps, il étudie avec une bourse à la Kunstakademie de Dresde. En 1820-1821, il accompagne comme dessinateur le prince russe Alexandre Lvovitch Narychkine dans un voyage dans le sud de la France et Paris[réf. nécessaire]. Ces dessins seront offerts en présent à la tsarine de Russie.
De son retour à Dresde (1821-1823) suivent ses premiers pas en peinture, puis un séjour en Italie (1823-1826). Là il noue des amitiés avec des artistes allemands comme Joseph Anton Koch et Julius Knorr von Carolsfeld. Il forme sa conception de la peinture de paysage sur un idéalisme d'harmonie entre l'Homme et de la Nature. S'ensuivent des œuvres importantes comme Le Watzmann (1824) ou la Vallée près d'Amalfi.
Après son retour, il enseigne à l'École de dessin d'État de Meißen, de 1828 à 1835. En 1826, il est appelé à la Kunstakademie de Dresde pour prendre la succession de son père dans la classe de paysage. 
Il est nommé professeur de peinture de paysage à l'Académie des Beaux-Arts de Dresde, où il exercera une influence profonde, notamment sur le pionnier de la photographie Hermann Krone (1849-1852).
En 1869, il commence à rédiger ses souvenirs. En 1873, en raison de fortes douleurs aux yeux, il doit arrêter de dessiner et de peindre. Il démissionne de l'académie de Dresde, puis du Conseil de l'Académie. 
Lorsqu'il meurt le 19 juin 1884 à Loschwitz, la ville de Dresde lui fait de grandes funérailles au nouveau cimetière catholique de Dresde-Friedrichstadt.

## Œuvre

### Illustrations
Pour la série L'Allemagne pittoresque et romantique de l'éditeur de Leipzig Georg Wigand (de), il crée des planches pour les volumes Harz, commençant pour cela à voyager au début de l'été 1836 à Ballenstedt (est du Harz), en Franconie et Riesengebirge, (les monts des Géants).
Vers 1837, il commence alors à ce moment des illustrations gravées sur bois pour des livres.
En 1842 il illustre La Peinture et illustre des Contes, en particulier les Volksmärchen des Deutschen (« Contes populaires des Allemands ») de J.K.A. Musäus, un des plus beaux livres illustrés du XIXe siècle. 
En 1841, il illustre Le vicaire de Wakefield (1841) et continue sur cette lancée, produisant quelque 150 ouvrages illustrant des chansons, des ouvrages pour enfants (Kinderleben, 1852), Erbauliches und Beschauliches, Neuer Strauß fürs Haus, Goethe-Album, Schillers Glocke...
Maintes fois rééditées, tirées à part, ses gravures sur bois, accompagnées de poèmes, de proverbes, montrent les aspects d'une vie quotidienne heureuse, voire idyllique.

Illustrations pour Das Lied von der Glocke
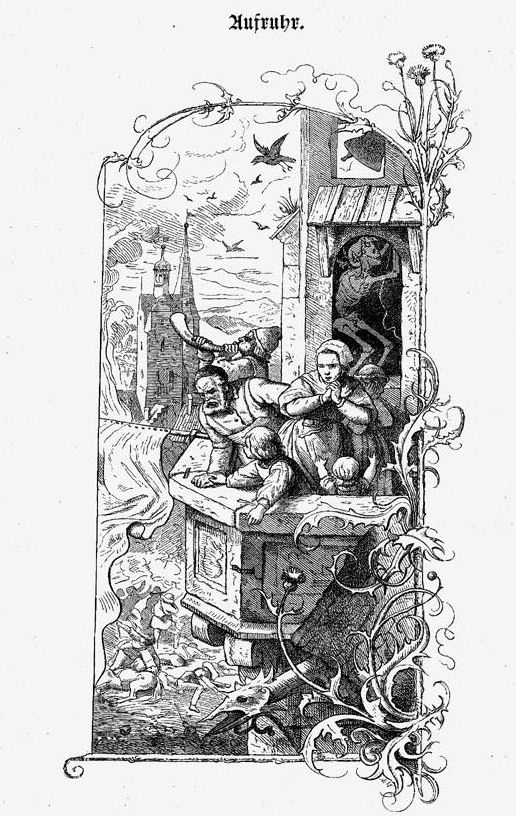
Aufruhr die Glocke.
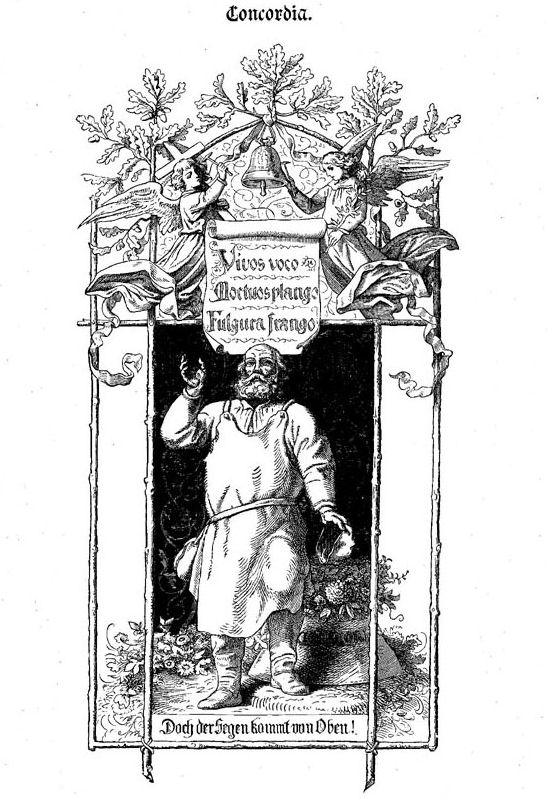
Doch der Segen kommt von oben.
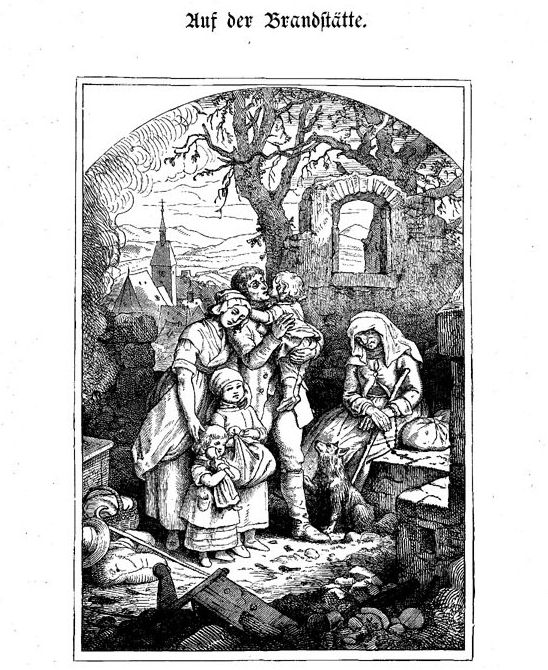
Einen Blick nach dem Grabe seiner Habe.
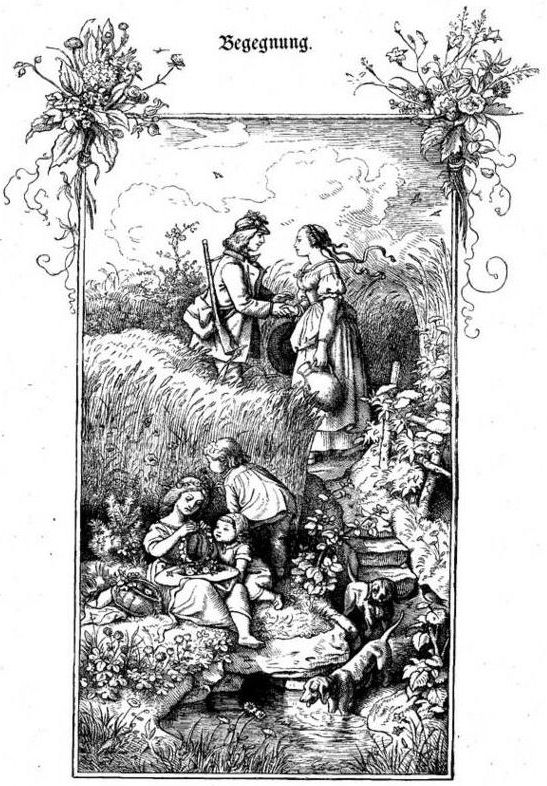
Erroetend folgt er ihren Spuren.
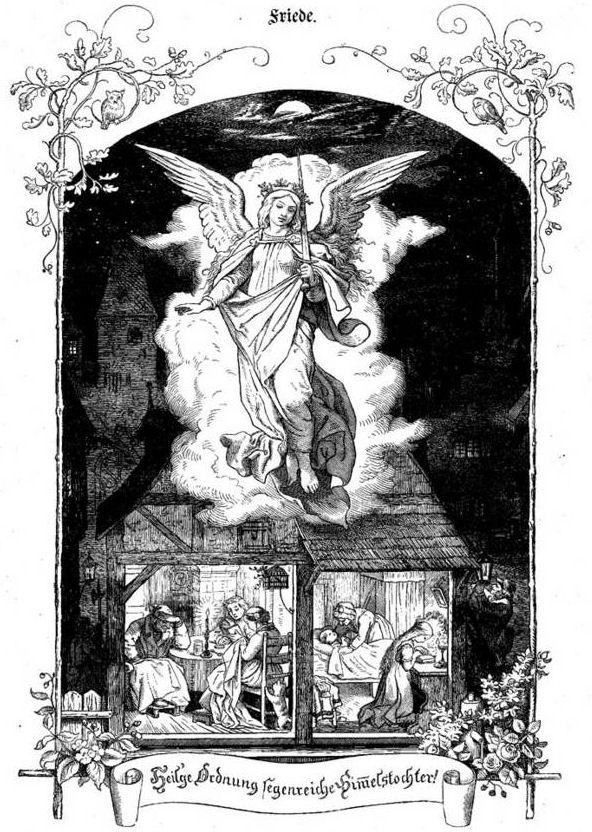
Heilge Ordnung Friede.

Série des saisons
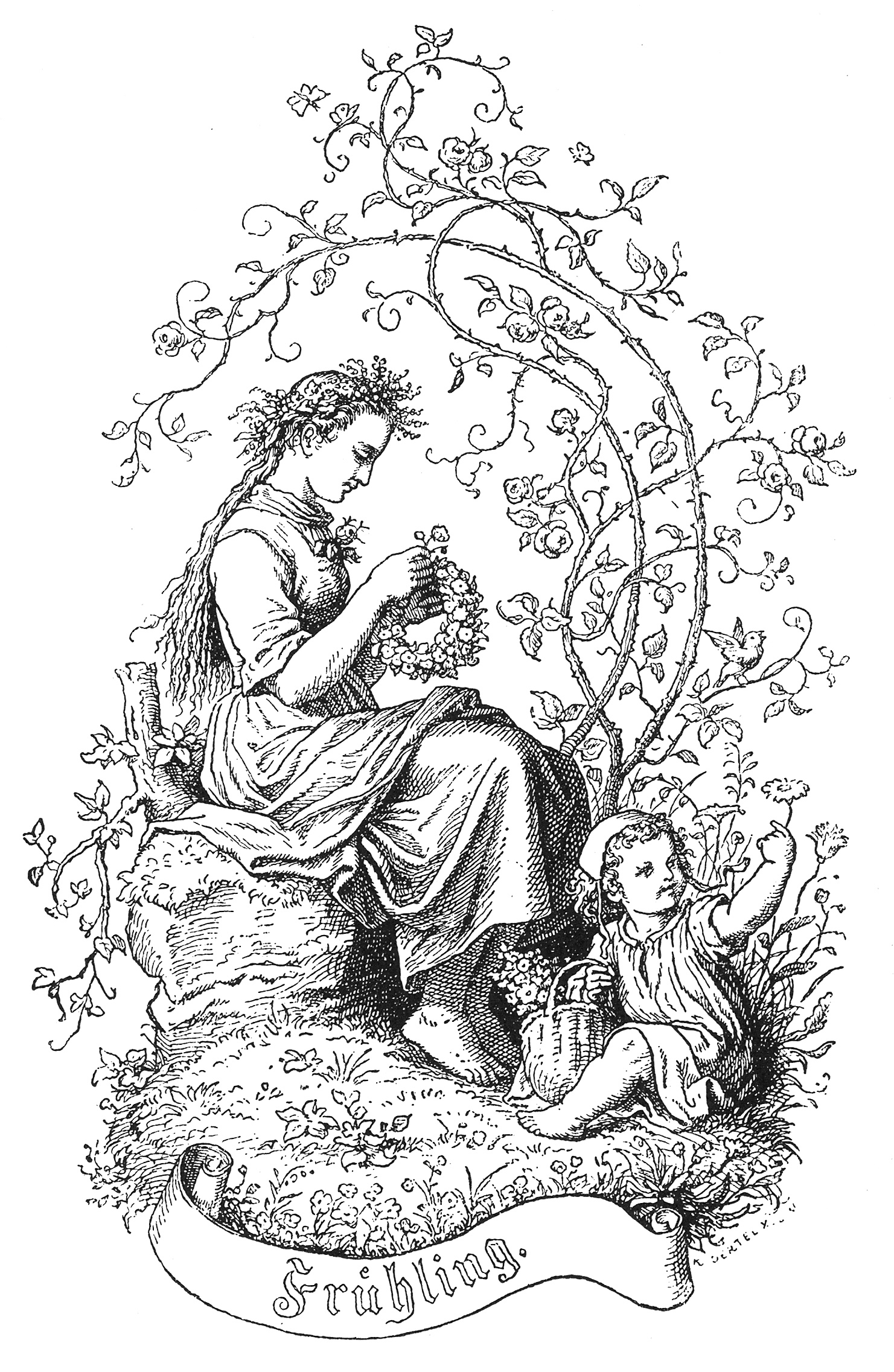
Frühling (Printemps)
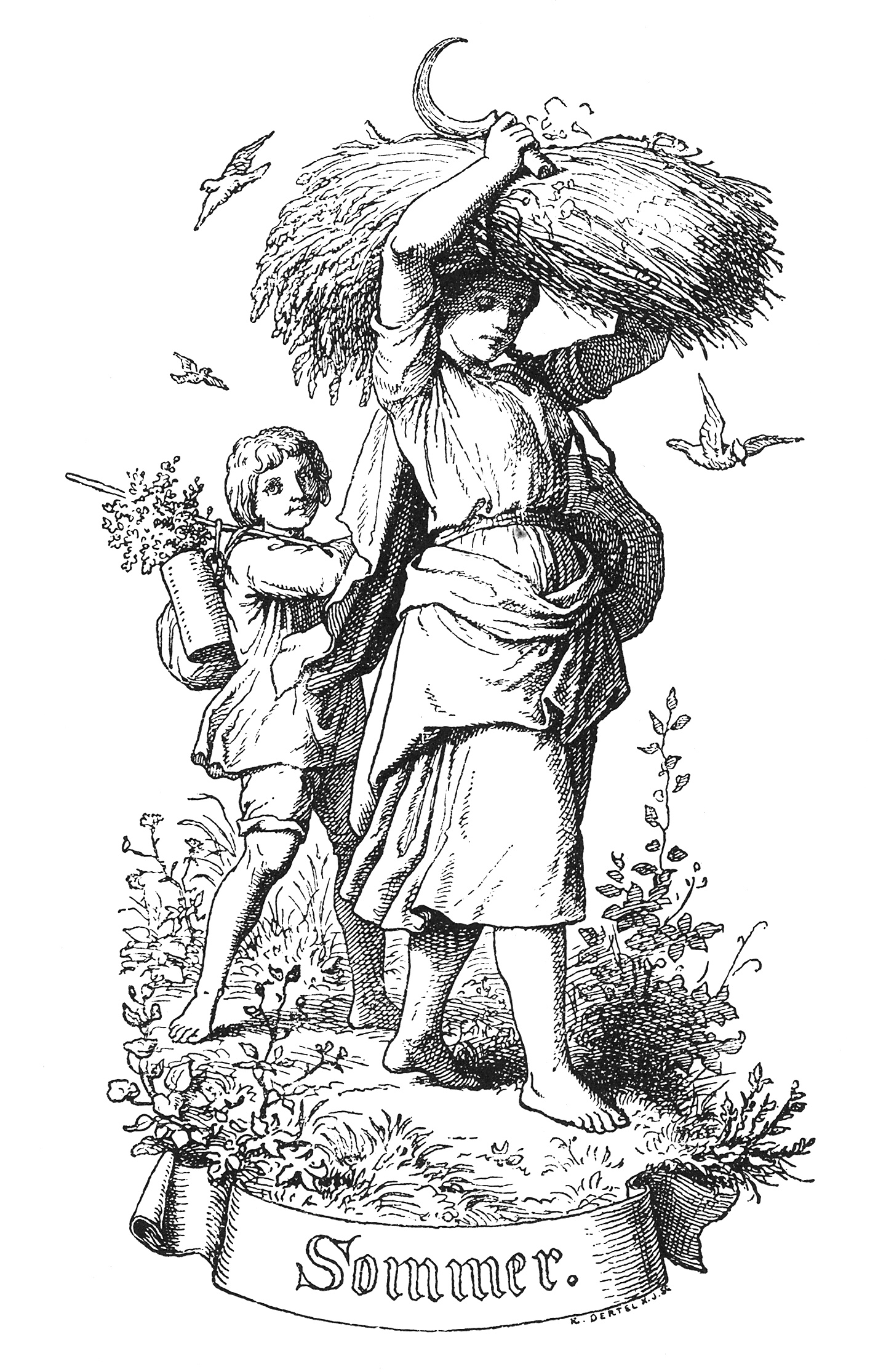
Sommer (été)
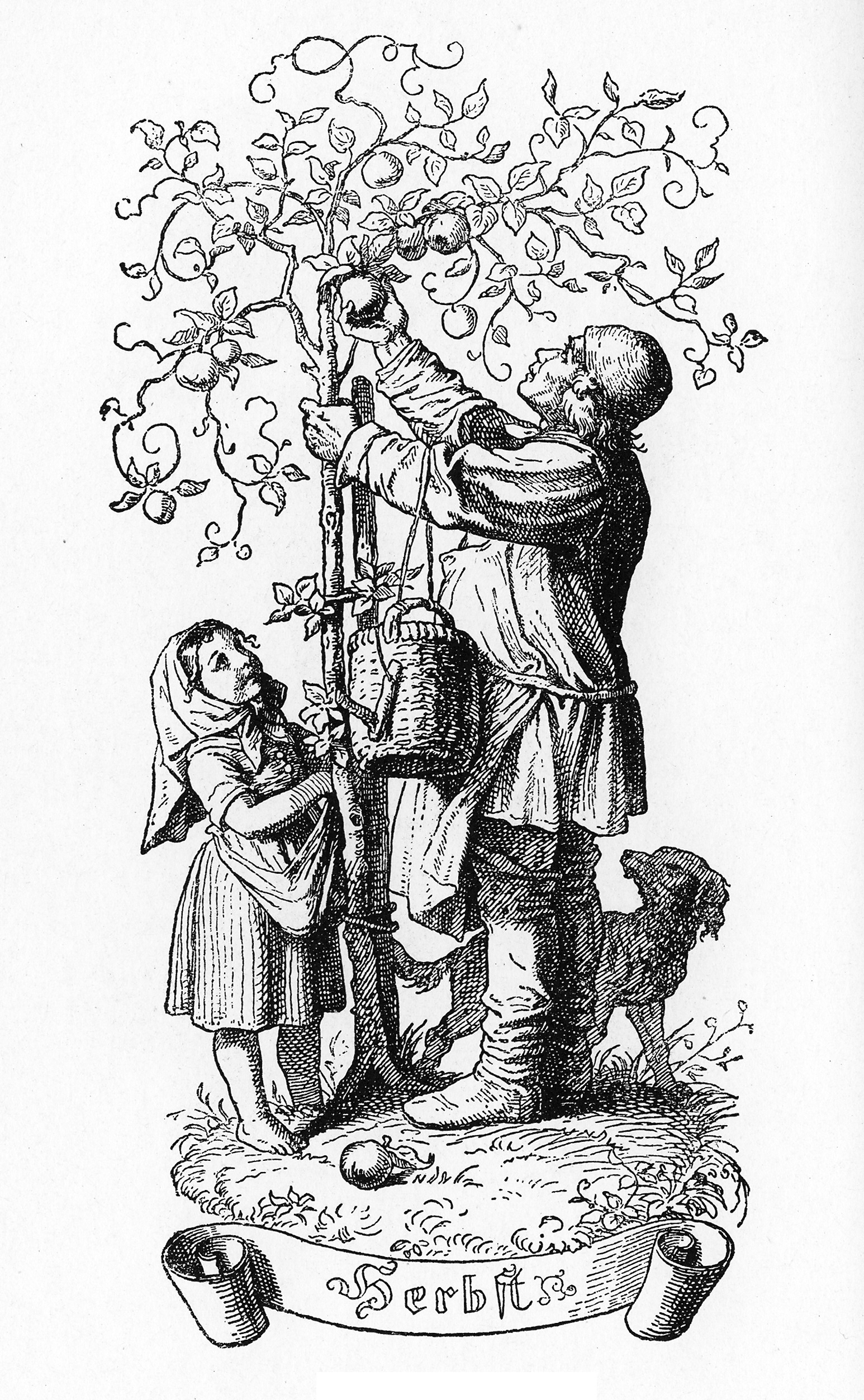
Herbst (automne)
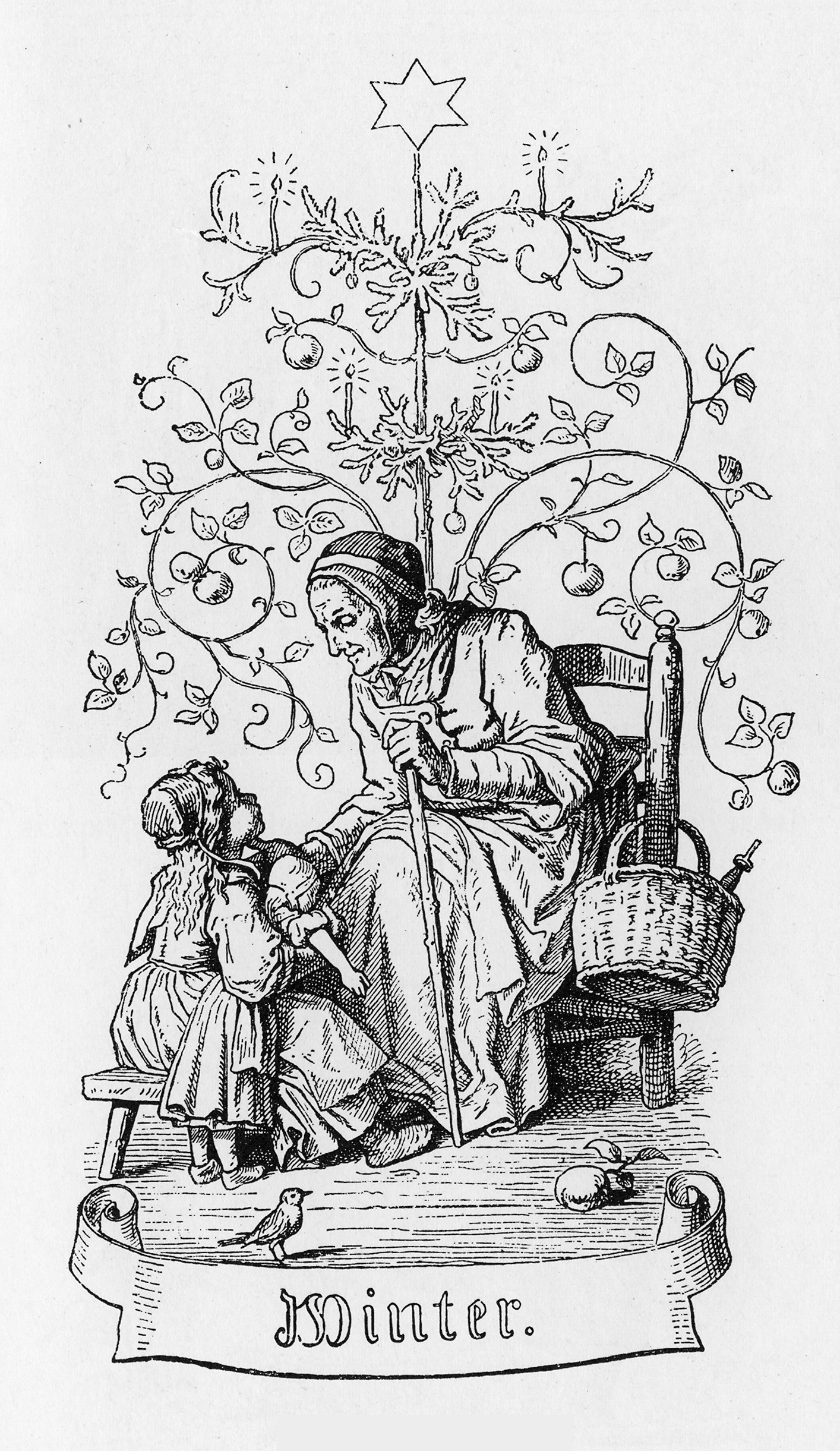
Winter (hiver)

### Peinture
Il met à profit dans son travail la proximité de l'Elbe et sa beauté, particulièrement la vue qui s'offre depuis le bateau, ainsi naît en 1837 le tableau Traversée vers Schreckenstein. 
Après la peinture Brautzug im Frühling (« Défilé de mariage au printemps », 1847) il entreprendra sa dernière huile Im Juni (« En juin ») en 1859. Brautzug im Frühling obtient une médaille d'argent à l'Exposition Internationale de Paris. 
- Soirée dans les Apennins (1828), huile sur toile, 60 × 78 cm, Musée Folkwang, Essen[2]

Tableaux d'Adrian Ludwig Richter
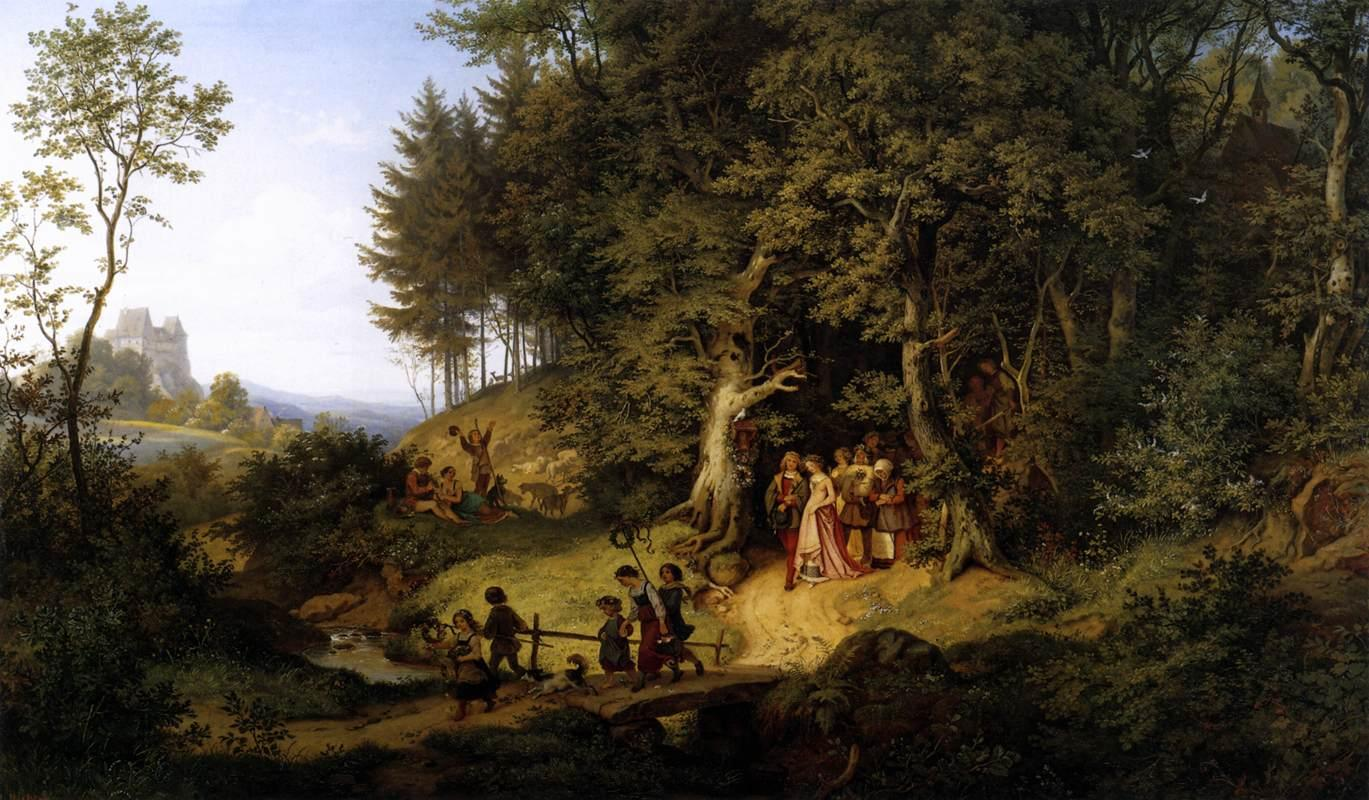
Brautzug im Frühling (1847).
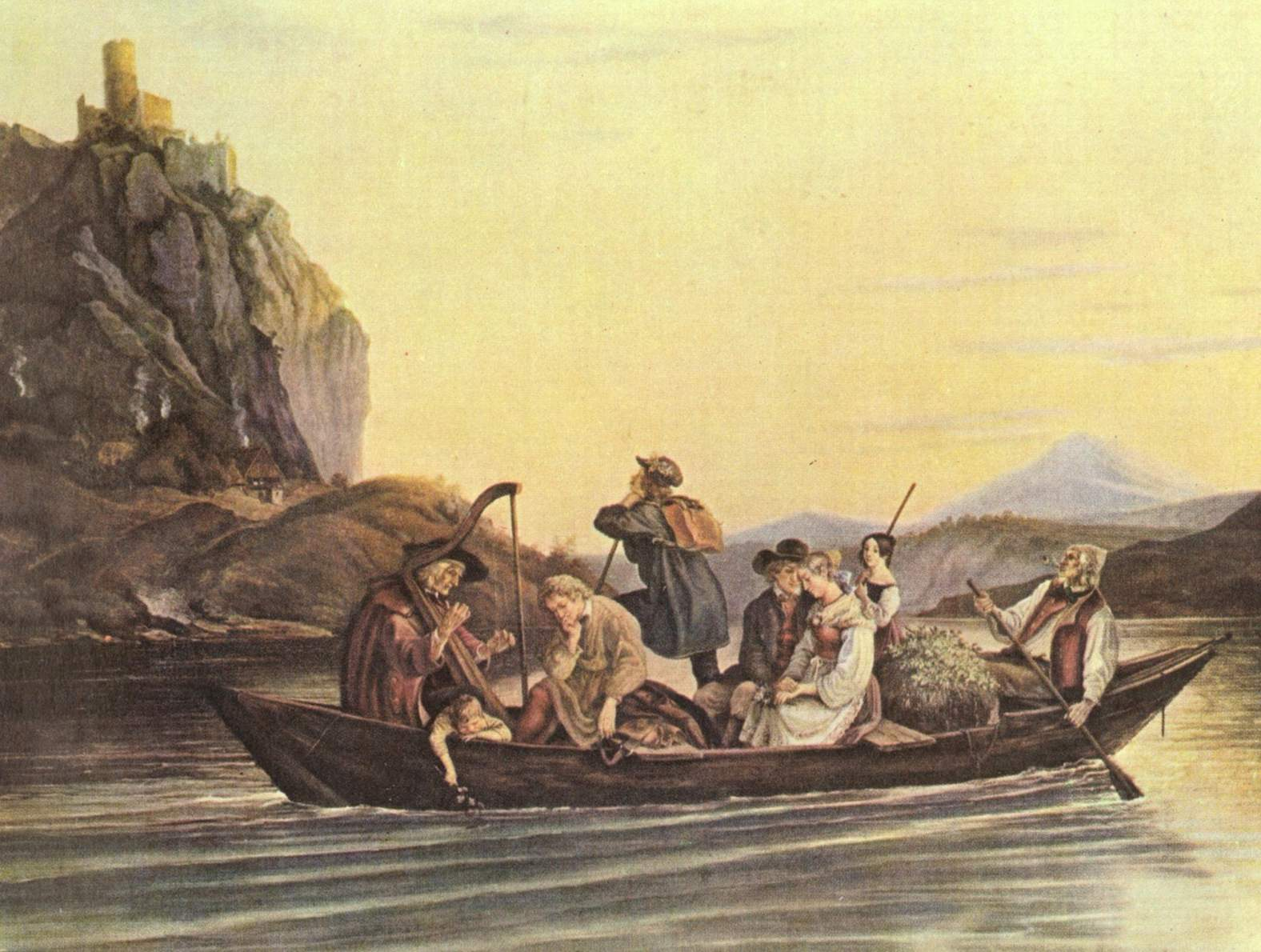
Traversée vers Schrekenstein.
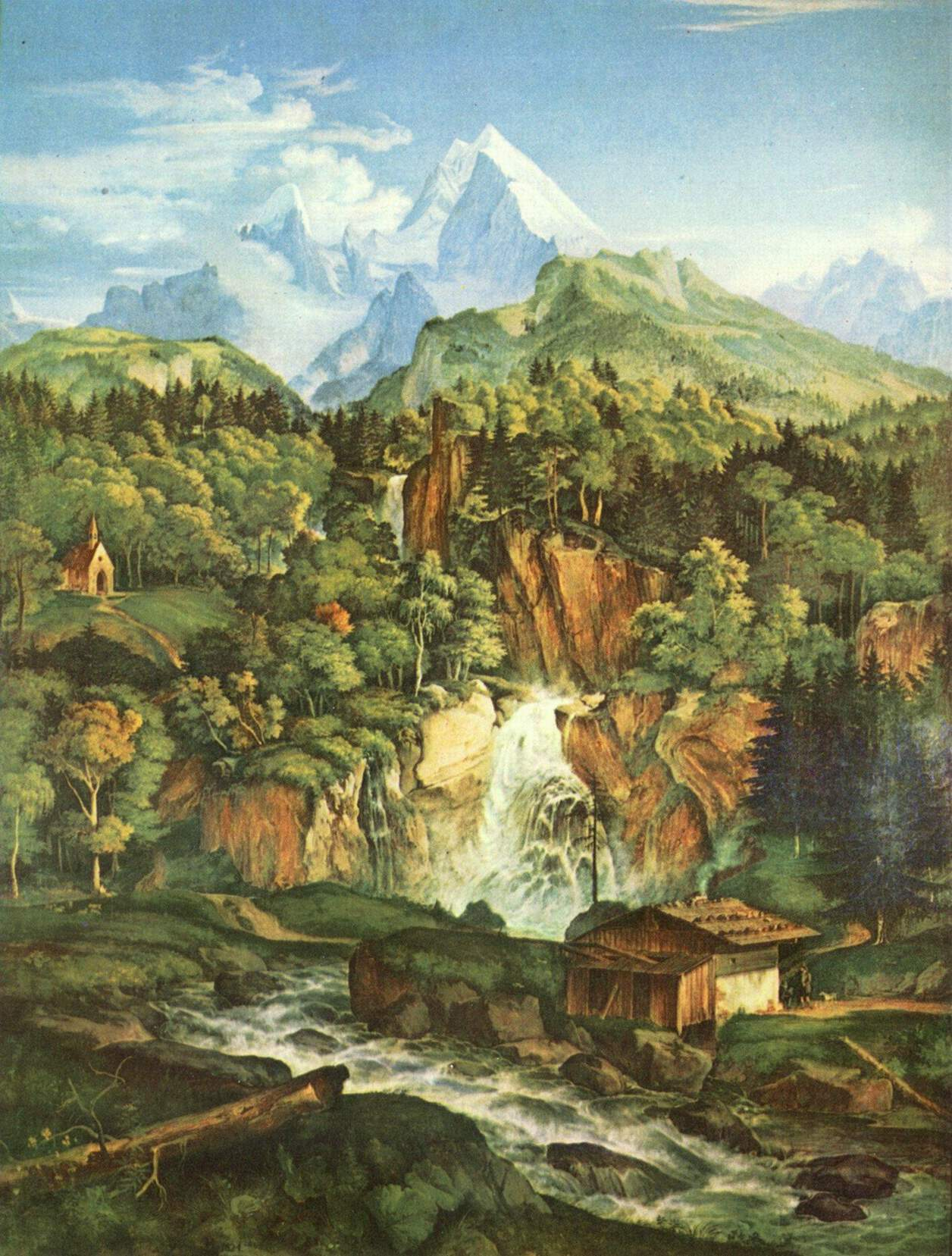
Le Watzmann.